# جبل حازان (إب)

تعديل مصدري - تعديل

جبل حازان محلة تابعة لقرية الضبرة، التابعة لعزلة الروس بمديرية إب إحدى مديريات محافظة إب في الجمهورية اليمنية.، بلغ تعداد سكانها 43 حسب تعداد اليمن لعام 2004.